# Никарагуа на летних Олимпийских играх 1992
Никарагуа принимала участие в Летних Олимпийских играх 1992 года в Барселоне (Испания) в шестой раз за свою историю, пропустив Летние Олимпийские игры 1988 года, но не завоевала ни одной медали. Сборная страны состояла из 7 мужчин и 1 женщины.